# Liste der Landschaftsschutzgebiete in Niederösterreich

Kennzeichnung niederösterreichischer Landschaftsschutzgebiete

In Niederösterreich gibt es 29 Landschaftsschutzgebiete, mit denen rund 22 Prozent der Fläche des Bundeslandes geschützt ist.
Die Landschaftsschutzgebiete sind auf Grund des letzten Niederösterreichischen Naturschutzgesetzes aus dem Jahr 2000 sowie den Landesverordnungen geschützt.
| Nr. (1) | Bezeichnung                             | Bezirk                                              | Gemeinden{\displaystyle *} | Hektar     | LGBl. Nr. | Lage                            | Anmerkungen |
| ------- | --------------------------------------- | --------------------------------------------------- | --- | ---------- | --------- | ------------------------------- | --- |
| 1       | Bisamberg und seine Umgebung            | Korneuburg                                          | Langenzersdorf, Bisamberg | 2.000,00   |           | 48.316666666667 16.366666666667 | |
| 2       | Dobersberg                              | Waidhofen an der Thaya                              | Dobersberg | 1.600,00   |           | 48.916666666667 15.316666666667 | |
| 3       | Enzesfeld–Lindabrunn–Hernstein          | Baden                                               | Enzesfeld-Lindabrunn, Hernstein, Berndorf | 7.000,00   |           | 47.916666666667 16.1            | teils ESG Nordöstliche Randalpen (FFH, AT1212A00, 64.066 ha) oder BSG Nordöstliche Randalpen (VS, AT1212000, 5.475 ha); angrenzend BP und LSG Wienerwald (AUS06, LSG 18), ESG Wienerwald–Thermenregion (GGB AT1211A00, BSG AT1211000), LSG Hohe Wand–Dürre Wand (Nr. 6) |
| 4       | Geras und seine Umgebung                | Horn                                                | Geras | 3.250,00   |           | 48.8 15.666666666667            | |
| 5       | Göttweiger Berg und seine Umgebung      | Krems                                               | Furth bei Göttweig, Paudorf | 225,00     |           | 48.366666666667 15.616666666667 | |
| 6       | Hohe Wand–Dürre Wand                    | Neunkirchen, Wiener Neustadt                        | Grünbach am Schneeberg, Waldegg, Hohe Wand, Miesenbach, Markt Piesting, Winzendorf-Muthmannsdorf | 12.800,00  |           | 47.833333333333 16.033333333333 | |
| 7       | Johannesbachklamm                       | Neunkirchen                                         | Schrattenbach, Würflach | 2.000,00   |           | 47.783333333333 16.033333333333 | |
| 8       | Kamptal                                 | Horn, Krems, Zwettl                                 | Krumau am Kamp, Altenburg, Gars am Kamp, Horn, Jaidhof, Langenlois, Pölla, Rastenfeld, Rosenburg-Mold, St. Leonhard am Hornerwald, Schönberg am Kamp, Waldhausen, Zwettl-Niederösterreich                                                                                 | 35.000,00  |           | 48.6 15.5                       | |
| 9       | Leiser Berge                            | Korneuburg, Mistelbach                              | Asparn an der Zaya, Ernstbrunn, Gnadendorf, Niederleis | 7.000,00   |           | 48.566666666667 16.4            | enthält Großteil von NPK 7 Leiserberge (4.500 ha); Teile von ESG Weinviertler Klippenzone (FFH, AT1206A00, 3.185 ha) |
| 10      | Oberes Pulkautal                        | Hollabrunn, Horn                                    | Pulkau, Sigmundsherberg | 3.500,00   |           | 48.716666666667 15.833333333333 | |
| 11      | Ötscher–Dürrenstein                     | Amstetten, Lilienfeld, Scheibbs                     | Gaming, Göstling an der Ybbs, Lunz am See, Annaberg, Mitterbach am Erlaufsee, Puchenstuben, St. Anton an der Jeßnitz, St. Georgen am Reith, Scheibbs, Ybbsitz | 80.000,00  |           | 47.866666666667 15.116666666667 | |
| 12      | Rax–Schneeberg                          | Neunkirchen, Wiener Neustadt                        | Gloggnitz, Gutenstein, Puchberg am Schneeberg, Reichenau an der Rax, Schottwien, Schwarzau im Gebirge, Breitenstein, Otterthal, Payerbach, Prigglitz, Rohr im Gebirge, Semmering, Vöstenhof                                                                               | 71.500,00  |           | 47.766666666667 15.8            | enthält Großteil des ESG Nordöstliche Randalpen (FFH, AT1212A00, 64.066 ha); enthält NSG 4/NPK 3 Falkenstein |
| 13      | Sierningtal                             | Neunkirchen                                         | Ternitz | 3.100,00   |           | 47.716666666667 16.033333333333 | |
| 14      | Steinbergwald                           | Gänserndorf                                         | Neusiedl an der Zaya | 400,00     |           | 48.633333333333 16.8            | |
| 15      | Strudengau und Umgebung                 | Amstetten, Melk                                     | Neustadtl an der Donau, Nöchling, Hofamt Priel, Sankt Martin-Karlsbach, Ybbs an der Donau | 12.600,00  |           | 48.2 15                         | |
| 16      | Thayatal                                | Hollabrunn, Waidhofen an der Thaya                  | Raabs an der Thaya, Drosendorf-Zissersdorf, Hardegg, Niederfladnitz | 2.900,00   |           | 48.866666666667 15.716666666667 | |
| 17      | Wachau und Umgebung                     | Krems, Melk                                         | Dürnstein, Aggsbach, Dunkelsteinerwald, Emmersdorf, Maria Laach am Jauerling, Mühldorf, Rossatz-Arnsdorf, Schönbühel-Aggsbach, Spitz, Weißenkirchen, Weiten, Bergern im Dunkelsteinerwald, Weinzierl am Walde, Krems an der Donau, Mautern an der Donau, Melk, Raxendorf. | 46.300,00  |           | 48.333333333333 15.4            | |
| 18      | Wienerwald                              | Bezirk Mödling, St. Pölten und Tulln                | 50 Gemeinden ** | 105.000,00 |           | 48.15 16.066666666667           | Beschreibung der Gebietsgrenzen am Ende der Tabelle; umfasst Nö. Anteil des BP Wienerwald (AUS06, 105.645 ha); großteils ESG Wienerwald–Thermenregion (GGB AT1211A00, BSG AT1211000, 82.120 resp. 79.810 ha); zahlreiche NSG, NPKs Föhrenberge, Sandstein-Wienerwald, Sparbach, Eichenhain (Nr. 4, 9, 11, 12) diverse NWR; angrenzend ESG Tullnerfelder Donau-Auen (GGB AT1216000, BSG AT1216V00), GGB Nordöstliche Randalpen (AT1212A00), LSG Enzesfeld–Lindabrunn–Hernstein (Nr. 3) |
| 19      | Falkenstein                             | Mistelbach                                          | Falkenstein | 3.500,00   |           | 48.716666666667 16.583333333333 | |
| 20      | Donau–March–Thaya-Auen                  | Bezirk Gänserndorf, Korneuburg, Bruck an der Leitha | Rabensburg, Hohenau an der March, Ringelsdorf-Niederabsdorf, Drösing, Angern an der March, Weiden an der March, Marchegg, Eckartsau, Orth an der Donau, Mannsdorf an der Donau, Großenzersdorf, Fischamend, Haslau-Maria Ellend, Scharndorf, Petronell-Carnuntum          | 20.500,00  |           | 48.366666666667 16.783333333333 | |
| 21      | Ybbsfeld–Forstheide                     | Amstetten                                           | Allhartsberg, Amstetten, Euratsfeld, Ulmerfeld-Hausmening, St. Georgen am Ybbsfelde, Mauer bei Amstetten, Kematen an der Ybbs, Winklarn | 1.250,00   |           | 48.083333333333 14.833333333333 | |
| 22      | Leithagebirge                           | Bruck an der Leitha                                 | Mannersdorf am Leithagebirge, Sommerein | 680,00     |           | 47.95 16.616666666667           | übergehend in das burgenländische Schutzgebiet |
| 23      | Buchenberg                              | Waidhofen an der Ybbs                               | Waidhofen an der Ybbs | 239,00     |           | 47.966666666667 14.766666666667 | |
| 24      | Seebenstein–Scheiblingkirchen–Thernberg | Neunkirchen                                         | Seebenstein, Scheiblingkirchen-Thernberg | 980,00     |           | 47.683333333333 16.15           | |
| 25      | Großpertholz                            | Bezirk Gmünd                                        | Bad Großpertholz | 750,00     |           | 48.633333333333 14.833333333333 | |
| 26      | Gamsstein-Voralpe                       | Amstetten                                           | Hollenstein an der Ybbs | 4.845,00   |           | 47.768166666667 14.793805555556 | grenzt im Dreiländereck an die Bundesländer Oberösterreich und Steiermark |
| 27      | Dietmanns                               | Waidhofen an der Thaya                              | Dietmanns | 460,00     |           | 48.783333333333 15.366666666667 | |
| 28      | Retzer Hügelland                        | Hollabrunn                                          | Retz | 395,00     |           | 48.75 15.95                     | |
| 29      | Landseer Berge                          | Wiener Neustadt                                     | Schwarzenbach | 896,00     |           | 47.633333333333 16.35           | |

(1) Nummerung des § 2 LSG-V 5500/35
* Es sind jeweils alle Gemeinden, die von dem Landschaftsgebiet betroffen sind, angeführt. Es kann sich dabei sowohl um das gesamte Gemeindegebiet, als auch nur um einzelne Katastralgemeinden oder einzelne Grundstücke handeln.
** Umgrenzung des Landschaftsschutzgebietes:
- Klosterneuburger Straße zwischen Landesgrenze zu Wien bis St. Andrä vor dem Hagenthale
- über die Landesstraße 118 bis Judenau zur Tullner Straße
- von Judenau über die Tullner Straße bis Neulengbach
- in der Fortsetzung entlang der Landesstraße 119 bis zur Hainfelder Straße in Gstettl bei Hainfeld
- von Gstettl über die Hainfelder Straße bis zum Kreuzungspunkt mit der Ersten Wiener Hochquellenwasserleitung bei Leobersdorf
- Entlang der Wasserleitung bis Pfaffstätten zum Aquädukt über die L4010 (die von Pfaffstätten nach Gaaden führt), bis zur Südbahn (Österreich)
- entlang der Bahntrasse nach Mödling und weiter durch Maria Enzersdorf, Brunn am Gebirge, Perchtoldsdorf bis zur Wiener Stadtgrenze
- entlang der Stadtgrenze bis zum Ausgangspunkt